# Raždaginja
Raždaginja (cyr. Раждагиња) – wieś w Serbii, w okręgu zlatiborskim, w gminie Sjenica. W 2011 roku liczyła 543 mieszkańców.